# جیمز بری (بازیکن فوتبال)
جیمز بری (انگلیسی: James Berry؛ زادهٔ ۱۰ دسامبر ۲۰۰۰) بازیکن فوتبال اهل بریتانیا است.
از باشگاه‌هایی که در آن بازی کرده‌است می‌توان به باشگاه فوتبال هال سیتی اشاره کرد.